# はくちょう座W星
はくちょう座W星（はくちょうざダブリューせい）は、はくちょう座にある有名な半規則型変光星のことである。学名はW Cygni（略称はW Cyg）で、典型的な赤色巨星である。

## 物理的性質
131.1日の周期で5.4等から6.2等まで明るさが変化し、変光に伴いスペクトル型はM4e-M6IIIeの間を変化する。実視絶対等級は平均して太陽の100倍程度と考えられており、距離は500光年である。
細分類はSRB型で、同じ赤色巨星の脈動変光星であるミラ型やSRA型とくらべると周期性は悪いとされているが、割合はっきりとした光度変化を示すので変光星観測の初心者にもすすめられる星であるといえる。肉眼では光害のない地域で極大時にようやく見られる程度の明るさであるが、双眼鏡を使えば容易に観測が可能な星である。